# Avio
Àvio (Avi in dialetto trentino) è un comune italiano di 4 110 abitanti della provincia di Trento in Trentino-Alto Adige.

## Geografia fisica

### Territorio
Avio dista circa 50 km da Trento e 45 km da Verona. Rispetto al capoluogo è in direzione sud. È il comune più meridionale della provincia e della Regione Trentino-Alto Adige. 
Si trova in Vallagarina nel suo tratto più a sud, ed è solcato dal corso dell'Adige (il capoluogo comunale si trova sulla destra orografica del fiume). Confina a sud con il Veneto (provincia di Verona).
La vallata in cui è ubicato il comune è delimitata da alcuni massicci montuosi e altipiani: la catena del Monte Baldo, a ovest, lo separa dal lago di Garda, mentre a nord si trova l'altopiano di Brentonico; infine, a sud-est il territorio comunale giunge a confinare con l'altopiano della Lessinia, in territorio veronese.

## Storia
Nel tardo medioevo, la popolazione di Avio fu governata dal conte di Trento, pur sotto la guida spirituale del vescovo di Verona al quale nel XIII secolo, succede la potente famiglia dei Castelbarco. Essi tendono ben presto ad accumulare potere e ricchezze nella valle. Nel 1411, con testamento di Azzone Francesco Castelbarco, il vicariato di Avio, insieme a quelli di Ala e Brentonico, passano sotto il dominio della repubblica di Venezia, avviando così l'esperienza dei quattro vicariati che ebbe grande importanza nella storia giurisdizionale e amministrativa della Vallagarina. Questo fatto viene accolto in modo molto positivo da entrambe le parti: se i veneziani avevano bisogno di una base per espandersi a nord, gli abitanti della zona ottennero una certa autonomia che portò a un periodo d'oro.
La Serenissima si dovette ritirare da Avio e dal resto del Trentino meridionale nel 1509 dopo la sconfitta subita nella Battaglia di Agnadello. In seguito, Avio fu incorporato nel dominio degli Asburgo.
Durante la prima guerra mondiale il paese fu occupato dal Regio Esercito Italiano pochi giorni dopo l'entrata in guerra dell'Italia, rimanendo sotto il controllo degli italiani fino alla fine della guerra. A fine ottobre 1918 fu accolta a Villa Pellegrini-Malfatti, sede della 26ª divisione italiana, la commissione d'armistizio austro-ungarica sotto la guida del generale Viktor Weber von Webenau. L'armistizio fu poi firmato il 3 novembre 1918 a Villa Giusti a Padova. Con il trattato di Saint-Germain-en-Laye nel 1919 il comune di Avio fu ufficialmente annesso al Regno d'Italia.
Nel mese di Maggio del 2022 ad Avio è stato rinvenuto un manufatto databile alla tarda Età del bronzo.  Si tratta di una spada a lingua da presa in lega di rame e stagno. Gli esperti si stanno interrogando sull’utilizzo di questo manufatto e sul perché sia stato rinvenuto spezzato all’attacco dell’immanicatura. L’ipotesi principale è quella che stabilisce che esso sia stato utilizzato come offerta votiva, in quanto esistono numerose testimonianze che documentano la diffusione in quel periodo dell'usanza di "defunzionalizzare" oggetti di valore. Questi venivano rotti sia durante cerimonie funebri per accompagnare i cari deceduti nell'aldilà, oppure durante i rituali dedicati a una divinità.

### Simboli
Lo stemma e il gonfalone sono stati riconosciuti con DCG del 20 giugno 1931.
Il gonfalone è un drappo di azzurro al palo di giallo caricato dello stemma comunale.

## Monumenti e luoghi d'interesse

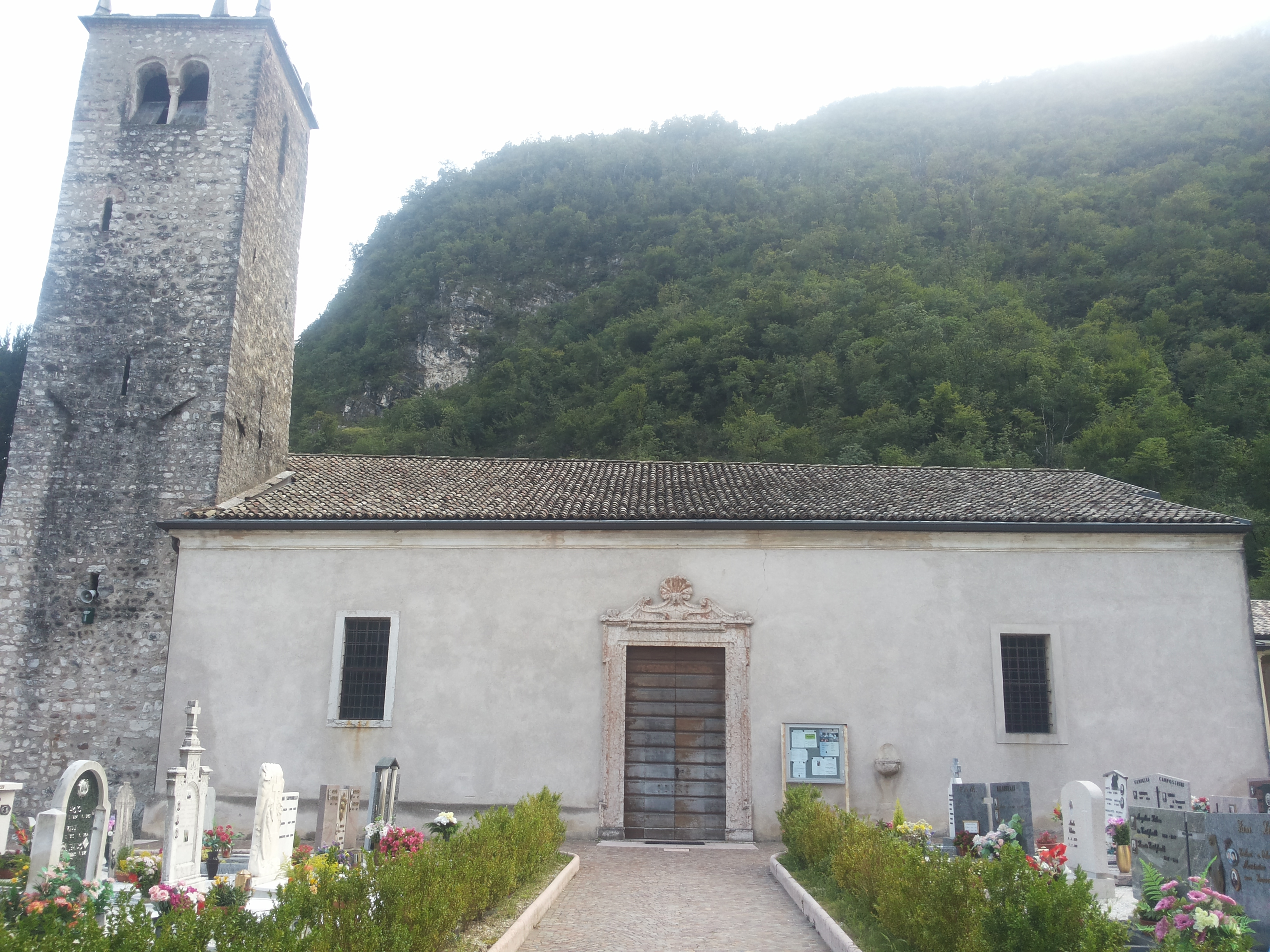
Antica pieve di Avio.

Chiesa di San Valentino e di San Vincenzo Ferreri a Mama di sopra.

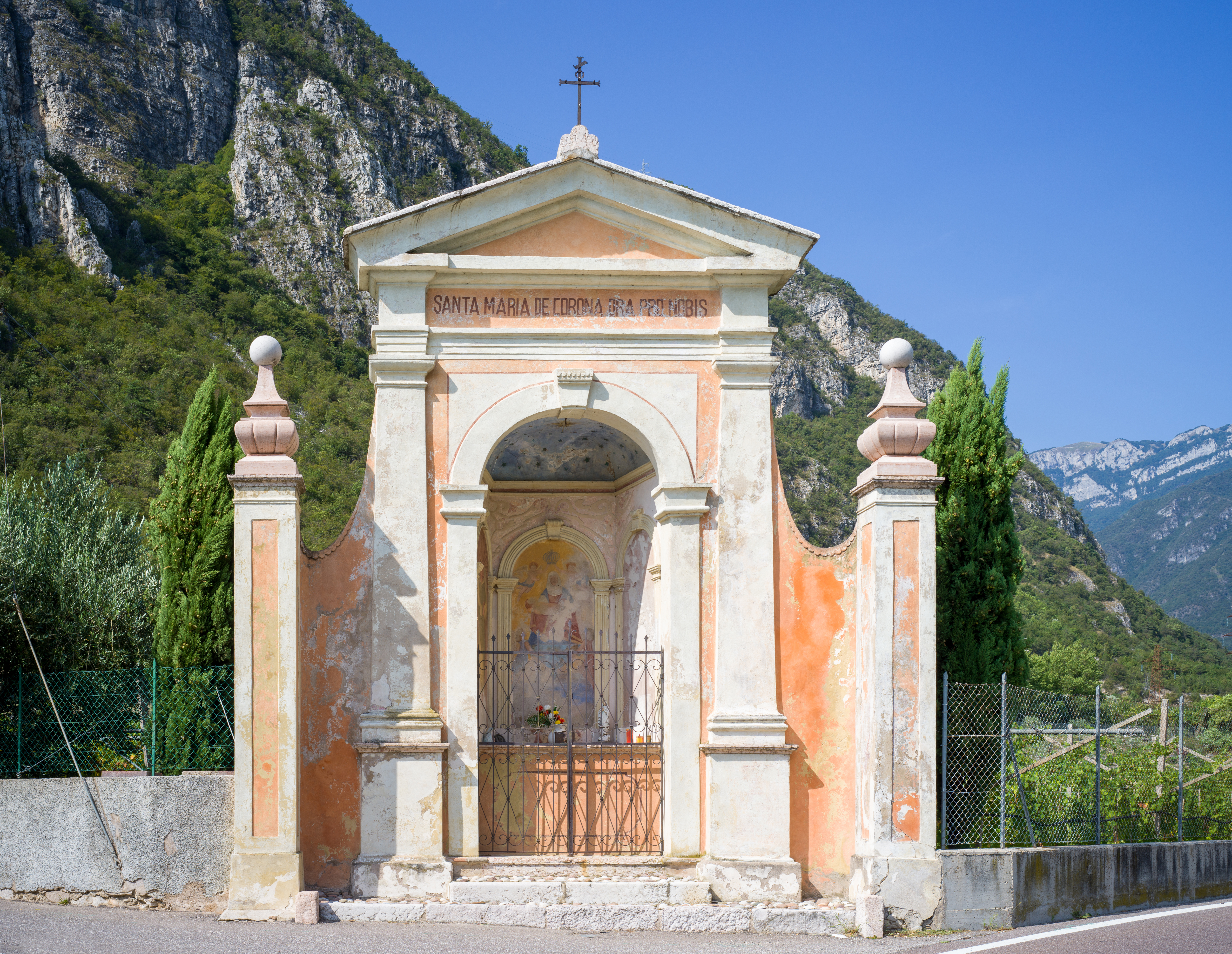
Capitello votivo della Madonna della Corona a Mama di sopra.

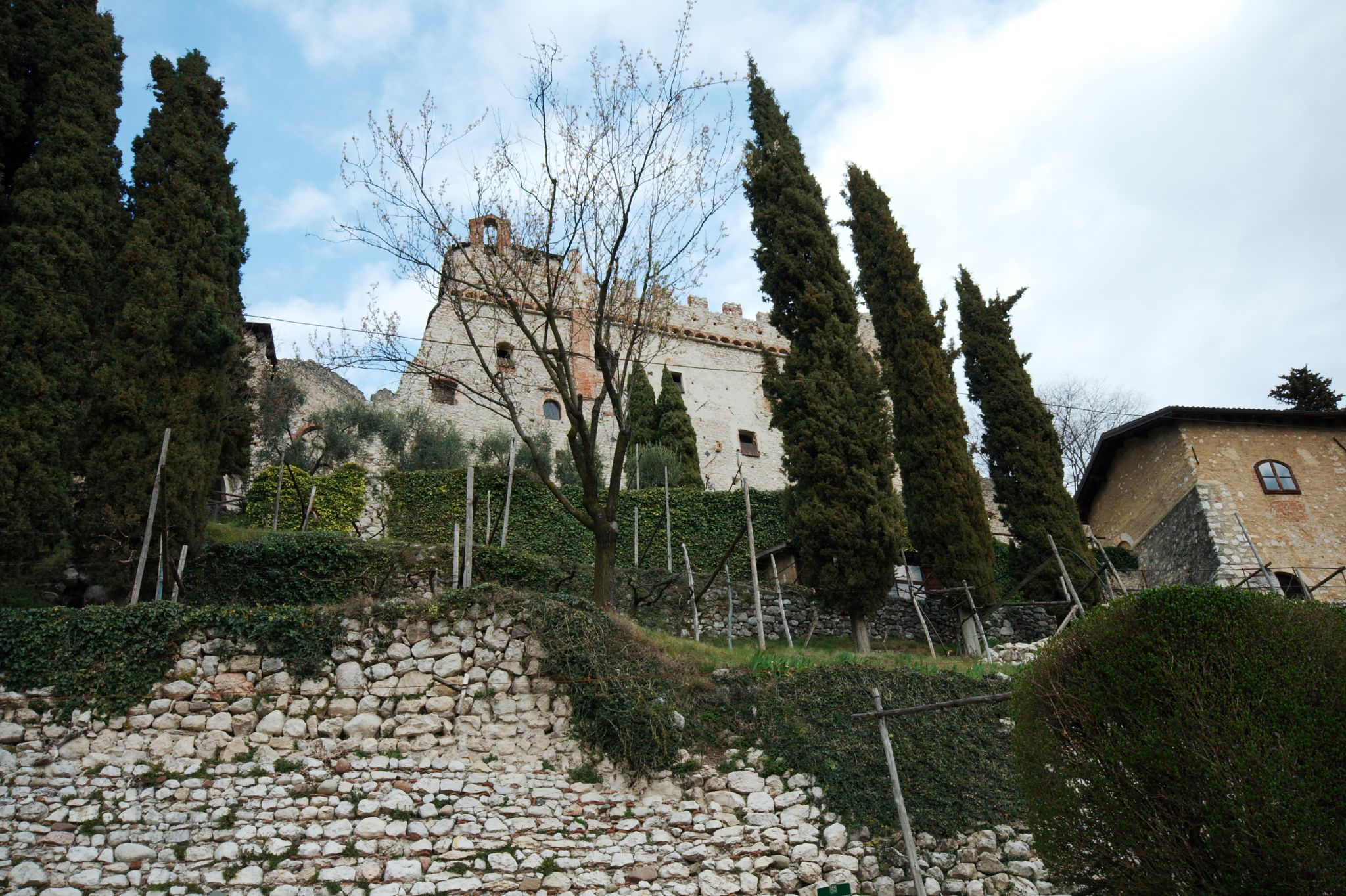
Castello di Avio nella frazione di Sabbionara.

### Architetture religiose
Tra i monumenti di culto cattolico, nella frazione di Borghetto ci sono la Chiesa di San Leonardo, edificata nel 1202 secondo le fonti scritte; la Chiesa dell'Immacolata, antica pieve per la quale la prima attestazione scritta è contenuta in un atto 1185 relativo al censimento delle pievi; la Chiesa di San Vigilio, che compare in alcuni documenti del XIII secolo per la controversia della Pieve di Avio e la Chiesa di Santa Maria Assunta del XVI secolo, sul quale terreno era già eretta una piccola chiesa dedicata ai Santi Rocco e Sebastiano risalente al 1521.
Nella frazione di Vò sinistro è presente una chiesa parrocchiale legata alla religione cattolica di rito romano, la Chiesa di San Nicolò (XII secolo).
Nella frazione di Borghetto sull’Adige c'è la chiesa parrocchiale di San Biagio (XVI secolo).
Molti edifici di culto sono stati costruiti per volere di alcune famiglie importanti del territorio di Avio. Queste sono la Chiesa di Sant'Antonio Abate, originariamente voluta da Azzone Francesco Castelbarco in un atto del 1410 e la Chiesa di San Bernardino edificata nel 1457 dalla famiglia Vassalini in un luogo diverso rispetto all’attuale.
Infine vi sono le chiese volute dalla famiglia Meschini: la Chiesa di San Carlo Borromeo, costruita per diventare il mausoleo della famiglia e la Chiesa di San Valentino e di San Vincenzo Ferreri edificata nel 1747.

#### Chiesa dell'Immacolata, antica pieve
In località Cerè, in una posizione piuttosto nascosta a sud dell’abitato di Avio, sorge l'antica pieve dedicata a santa Maria immacolata (VIII-X sec.). La prima attestazione scritta è contenuta in un atto del 1145 relativo al censimento delle pievi realmente dipendenti dall’autorità veronese.
La prima visita pastorale attestata nella pieve risale al 1445, quando vi si recò il vescovo di Verona Francesco Condulmer. La relazione che seguì la visita testimonia una chiesa in condizioni generali più che buone.
La chiesa durante il XV secolo subì interventi di ristrutturazione finalizzati al suo allungamento e innalzamento. In più, sul fianco nord est della navata maggiore vennero aperte due finestrelle ad oculo. Al termine dei lavori, la chiesa fu nuovamente consacrata, a testimonianza della consistenza dei lavori di ristrutturazione.
Nel 1575 la popolazione di Avio venne colpita dall'epidemia di peste che causò la perdita di circa un quinto della popolazione. Sospettata di essere un luogo infetto, la pieve venne abbandonata temporaneamente.
Nel 1651 venne costruita una nuova chiesa che prese il posto dell'antica pieve come chiesa parrocchiale. A seguito dei danneggiamenti causati dalla prima guerra mondiale, fu una raccolta fondi fatta dai fedeli a permettere la ristrutturazione dell'edificio.

#### Chiesa di Santa Maria Assunta
Nel 1521 ad Avio era già presente una piccola chiesa dedicata ai santi Rocco e Sebastiano. Tuttavia, durante il XVII secolo, si pensò di inglobarla al nuovo luogo di culto, che vide la sua prima pietra posata il 28 luglio 1651. Fu progettata dagli architetti Gian Domenico Visetti e Lelio Pellesina e, al suo interno si possono ammirare numerose opere pittoriche, tra cui le pale di Guercino, Stefano Catani e Andrea Celesti e le quattordici stazioni della Via Crucis settecentesche del trentino Ignazio Paluselli.
La chiesa contiene anche sette altari barocchi realizzati dai Benedetti, la dinastia di architetti, artigiani e scultori di Castione di Brentonico, con marmi colorati provenienti dalle cave del Monte Baldo.
Due secoli dopo la sua realizzazione, la chiesa è stata oggetto di importanti interventi per l’ampliamento dell’aula e la decorazione della volta ad opera degli artisti lombardi Gaetano Cresseri e Francesco Rossi. Fu posata anche una nuova pavimentazione, che in seguito fu sostituita con pietra bianca e nera.
L'arcivescovo di Trento Celestino Endrici il 1º maggio del 1914 elevò la chiesa a dignità arcipretale.

#### Chiesa di San Bernardino
La primitiva chiesa di San Bernardino fu edificata nel 1457 per volere della famiglia Vassalini.
Tra il 1835 e il 1845 venne edificata la nuova chiesa, che venne poi consacrata a carattere generale il 14 Agosto 1883. Il campanile fu terminato solamente nel 1888.
La chiesa, che prima dipendeva dalla pieve di Avio, venne eretta a parrocchia il 2 ottobre 1912. Seguirono dei lavori di restauro: la pavimentazione venne rifatta nel novembre del 1967, mentre tra il 1985 e il 1991 ci fu un restauro complessivo che vide l'intera chiesa tinteggiata, il tetto rifatto e la decorazione pittorica della volta restaurata.
Il campanile è stato interessato da lavori di consolidamento e manutenzione, in particolare sono stati svolti restauri importanti agli intonaci esterni e alle superfici lapidee.

#### Chiesa di San Carlo Borromeo
La chiesa di San Carlo Borromeo è una chiesa sussidiaria di Sabbionara. Fa parte della zona pastorale della Vallagarina e risale al XVII secolo, quando venne edificata per divenire il mausoleo della famiglia Meschini di Sabbionara.
Nel 1663 venne sopraelevato il campanile, già presente dall'anno della costruzione dell'edificio.
Durante il primo conflitto mondiale venne sconsacrata ed utilizzata a scopi bellici, e questo provocò molti danneggiamenti alla struttura.
Dopo la fine del conflitto la chiesa venne riutilizzata per le funzioni religiose e nella metà del XX secolo venne ricostruita una nuova sacrestia a causa dell'abbattimento della precedente.
La chiesa è orientata a nord e la pianta è rettangolare ad asse maggiore longitudinale. La facciata, priva di membrature, è a due spioventi.
Al suo interno le pareti sono prive di decorazione e il pavimento è decorato da motivi stellati incisi.

#### Chiesa di Sant'Antonio Abate
La nobile famiglia Castelbarco fece costruire una prima chiesa a Sabbionara di Avio tra il 1319 ed il 1322. La chiesa, nominata nel testamento di Azzone Francesco Castelbarco del 7 luglio 1410, risulta officiata dai benedettini dimoranti nell’annesso convento.
Tra il XVIII e il XIX secolo, l'edificio venne modificato in modo sostanziale, a partire dal suo orientamento.  Come per le altre chiese di Avio, il primo conflitto mondiale causò notevoli danni alla chiesa che fu restaurata solo dopo la fine della guerra.
La sala è a navata unica, rettangolare, con un soffitto a vista costituito da capriate in legno. L'altare maggiore è ligneo con una grande pala che raffigura Cristo Re con Sant’Antonio Abate e le pareti sono decorate con affreschi quattrocenteschi raffiguranti gli Apostoli.

#### Chiesa di San Biagio
La primitiva chiesa di San Biagio fu eretta nel 1538 nella frazione di Borghetto sull'Adige, e benedetta nel 1541. Venne abbattuta e ricostruita nelle forme attuali tra il 1743 e il 1750, fu benedetta nuovamente nel 1743 a lavori non ancora terminati. L'edificio si contraddistingue per la bella facciata barocca a due ordini, conclusa da un fastigio dal profilo mistilineo. La decorazione interna dell’edificio, composta da affreschi, stucchi policromi che ornano le volte, e numerosi quadri, ha coinvolto a metà del XVIII secolo maestranze trentine, veronesi e lombarde. L’ultimo intervento pittorico e di risanamento effettuato da Vittorio Manzoni da Pellio risale al 1921.
Il pavimento della navata è a lastre rettangolari in marmo rosa di Verona; mentre quelli della zona presbiteriale e della cappella del battistero sono a quadrotte in pietra calcarea bianca e rossa disposte a scacchiera a corsi diagonali.

#### Chiesa di San Valentino e San Vincenzo Ferreri
La Chiesa di San Vincenzo Ferreri, successivamente contitolata a San Valentino, si trova nella frazione di Mama di Sopra. La chiesa è stata costruita nel 1747 per impulso del padre domenicano Domenico Mezzanella e grazie alla generosa offerta di Bona Meschini, vedova del farmacista e vicario Vincenzo Meschini, benefattore dell'arcipretale di Avio, in ricordo del quale la chiesa fu intitolata.
Conserva al suo interno l'altare barocco in marmi policromi dello scultore castionese Domenico Sartori e la pala raffigurante la Vergine col Bambino e i santi Barbara, Vincenzo e Valentino, realizzata nel 1776 dal pittore veronese Domenico Zorzi.

#### Chiesa di San Nicolò
La Chiesa di San Nicolò si trova nella frazione di Vò Sinistro, all'interno della zona pastorale della Vallagarina. Le fonti scritte documentano la sua costruzione nel XII secolo, come attesta una prima menzione risalente al 1183 che testimonia l’edificio presso il camposanto, realizzato da maestranze trentine.
Nella seconda metà XVIII secolo la chiesa viene costruita ex novo sulla base di un progetto affidato ad Antonio Giuseppe Sartori. L'edificio fu completato nel 1757 secondo il gusto architettonico tardobarocco.
Nel 1827 Saverio Tessara decora le volte della sala con stucchi ed il 26 settembre dello stesso anno la chiesa è consacrata in modo solenne dal vescovo di Trento Francesco Saverio Luschin.
Dal 1950 diverse porzioni dell'edificio vengono ristrutturate e venne aggiunto l'arredo del presbiterio.

#### Chiesa di San Leonardo
La Chiesa di San Leonardo venne edificata nella frazione di Borghetto sull’Adige durante il VI secolo.
La prima attestazione scritta risale al 1202, con l’investitura concessa dal vescovo Corrado II al veronese Tebaldo Turrisendi della corte di Ossenigo. La stessa località era già stata menzionata in un documento del 1180, ma non c'era alcun riferimento alla Chiesa San Leonardo.
Nel 1215 il vescovo Federico Vanga infeuda l’ospedale all’ordine religioso dei Crociferi, che rimase attivo a San Leonardo per più di quattro secoli, sopravvivendo anche alla chiusura della sede di Trento, fino alla soppressione ordinata da papa Alessandro VII nel 1656.
Nel 1677 il monastero fu trasformato in priorato e verso la seconda metà del Settecento la chiesa passò in eredità alla famiglia De Gresti.
Gli edifici che costituivano l’apparato originario dell’ospizio di San Leonardo non sono più individuabili a causa dei cambiamenti architettonici. La chiesa antica fu demolita integralmente e ricostruita nel 1835, rimane solamente l’abside semicircolare orientata.

#### Chiesa di San Vigilio
La Chiesa di San Vigilio è una piccola cappella cimiteriale posta sulla sponda destra del fiume Adige, presso la località Sabbionara, poco distante dal Castello di Avio.
L’edificio sacro è menzionato per la prima volta nel 1203, nella sentenza emanata dal vescovo di Verona Adelardo a conclusione di una controversia tra Domenico e il prete Giovanni, riguardante alcune prerogative della pieve, in particolare il diritto di sepoltura.
San Vigilio compare, altresì, in alcuni documenti riguardanti la famiglia Castelbarco, anche se non sono chiari i rapporti tra la potente dinastia e la cappella stessa. Nel 1319 la chiesa è nominata nel testamento di Guglielmo Castelbarco il Grande, nel 1380 Aldrighetto Castelbarco fu sepolto davanti all’altare della cappella stessa.
Gli Atti Visitali della diocesi di Verona documentano il cattivo stato in cui versava la chiesa nel XVI secolo.
Le prime modifiche al complesso originario avvennero verso la fine del XVI secolo, con l’estensione dei muri perimetrali sia verso occidente, sia verso oriente, qui con l’abbattimento dell’abside e la costruzione dell’attuale sacrestia.
Trasformazioni ancor più radicali avvennero tra XVII e XVIII secolo, quando fu rialzato il pavimento e rifatta la copertura del presbiterio.

### Architetture militari
Tra le architetture militari troviamo il Castello di Avio, la Busa de Preeri, il Dos del Maton e i Coai (grotte) di Borghetto entrambi con funzione difensiva e riparo.
- Castello di Avio. Situato nella frazione di Sabbionara, il Castello di Avio trova la sua origine storica in epoca romana, quando per la sua posizione strategica venne eretto il ''castelliere'', primo edificio fortificato su questo terreno. I materiali originari con il passare del tempo vennero sostituiti con materiali più resistenti, quali la pietra, con i quali vennero edificate anche le cinte murarie, i torrioni ed edifici di servizio. Il mastio centrale del Castellum Ava, antico nome in epoca medievale del Castello di Avio risalente, risale al 1000/1100 d.C circa. L'assetto attuale è frutto di un ampliamento e di un arricchimento apportato nei secoli successivi dalla famiglia dei conti Castelbarco. Grazie alle numerose conoscenze della famiglia Castelbarco, il castello ospitò numerose figure di spicco del medioevo tra le quali: l’imperatore Massimiliano I, Autari re dei Longobardi e la sposa Teodolinda e Dante Alighieri. Il Castello di Avio è tra le fortificazioni medioevali più importanti del territorio grazie alla presenza di preziosi cicli pittorici, testimonianza unica dello stile e della cultura del gotico internazionale. Superata la torre di accesso al castello, il percorso prosegue all'interno di un sentiero circondato da olivi che incorniciano il mastio e conducono alla Casa delle Guardie, altro edificio che presenta pitture murali. Preziosi dipinti sono anche presenti nelle due stanze al primo piano anticamente addette a zona di ristoro per le guardie del castello. Tra gli affreschi si possono notare scene di combattimenti, battaglie, duelli e armi, testimonianza del Trecento e Quattrocento. Il percorso prosegue fino a giungere al mastio, una torre di pietra centrale a pianta esagonale e che costituisce il nucleo più antico del castello. Al suo interno, al quarto piano, si trova la stanza dell'amore, altro esempio di gotico internazionale. I dettagli di tendaggi, drappeggi e tappezzerie sono notevoli e le narrazioni profane lungo le pareti e sulla volta sono affascinanti. Viene gestito dal FAI, Fondo per l'Ambiente Italiano ed è partecipe di iniziative come le Giornate Fai di Primavera.[20]
- Busa de Preeri, che ha importanza strategica per quest'area grazie alla sua conformazione naturale. Si tratta infatti di una fortificazione in grotta, un antro naturale con imboccatura circolare, posizionata nella parete rocciosa del Monte Lavacchio, sul versante destro della Valle dell’Aviana. Il toponimo Busa de Preeri indica uno spazio cavernoso, un anfratto o cavità rocciosa, mentre il termine Preeri potrebbe avere due significati: cava di pietra o pietrari o abitanti della pietra. L'importanza strategica di questo sito viene sottolineato nuovamente dai resti rinvenuti di epoca romana imperiale nella zona a nord della chiusa di Verona e della stretta di Preabocco. Grazie a fonti letterarie e archeologiche è possibile attestare la presenza umana in epoca altomedievale. L'accesso a questa fortificazione è chiuso da un imponente muraglione, mentre al suo interno è caratterizzata da diversi ambienti di forma quadrata e rettangolare. Per la sua conformazione la Busa de Preeri potrebbe rientrare all'interno della categoria di strutture denominate ''covèli'' o ''covoli'', che si riferiscono a ripari sotto la roccia o grotte fortificate. Date le caratteristiche naturali di questo luogo strategico difensivo, è possibile ipotizzare che rappresenti un primo esempio di incastellamento nell'area della Vallagarina.
- Dos del Maton. Non è molto chiara la natura di questa struttura se sia nata come grotta o torre, ma il Codice Brandis, uno dei più importanti documenti illustrati relativi alle fortificazioni del Tirolo del XVIII secolo, la raffigura come una spelonca barricata da una struttura in muratura all'interno del territorio del principato vescovile di Trento, più precisamente presso la località di Borghetto. Il Dos del Maton è posizionato sulla riva sinistra dell'Adige nella Bassa Vallagarina. Le rovine di questo elemento fortificato non sono stati collocati casualmente, poiché era possibile controllare verso Est della Val Rocca Pia, punto di passaggio tra i Lessini trentini e veronesi, verso Ovest si ha un livello di controllo privilegiato sui transiti della porzione destra dell'Adige. Erano particolarmente ben sorvegliate tutte le vie di comunicazione fino al centro di Belluno Veronese a sud-ovest, così come tutta la zona verso nord-ovest. L'alzato ricopriva una funzione strategico-militare molto importante grazie soprattutto al luogo di costruzione in cui è stato eretto. Purtroppo non si dispongono di dati completi, a causa della penuria di fonti documentarie e archeologiche, per comprendere il reale motivo della sua erezione, ma probabilmente faceva parte di un sistema difensivo più esteso della famiglia Castelbarco, organizzato in diversi siti strategicamente posti su entrambe le rive del fiume Adige.
- Coai di Borghetto, dette anche Grotte di Borghetto, sono dei ripari sotto roccia o grotte fortificate detti anche “cóveli”. Sono grotte naturali primitive utilizzate come strutture di difesa. Questi “giacigli” offrivano molteplici vantaggi, uno su tutti era l’abbondante presenza di materia prima, utile per completare l’organizzazione del sistema abitativo e difensivo del riparo stesso, ma anche l’attitudine conservativa radicata nell’ambiente montano rappresentano i motivi di persistenza di questo modello anche presente in altre aree montane europee. I Coai di Borghetto sono 3 in totale e sono disposti in successione, l’uno dopo l’altro, seguendo un andamento da sud a nord-ovest. La fitta vegetazione presente attorno ad esso lo rende difficilmente visibile dal fondovalle ma, allo stesso tempo, dalla grotta è possibile controllare tutta la zona sottostante molto agevolmente. All’interno dei ripari sono stati rinvenuti molti manufatti e grazie al loro studio è possibile dedurre che l’utilizzo di questo nucleo di ripari risalga dal XIII al XIV secolo, ma non si esclude una frequentazione più antica.
- Corno della Paura. Il Corno della Paura è un punto panoramico (1.518 m s.l.m.) appartenente al complesso del Monte Baldo e situato a metà strada tra le province di Avio e Brentonico, affacciato sulla città di Avio e sulla Vallagarina. Durante gli anni della Prima guerra mondiale, il sito costituì uno strategico avamposto di artiglieria antiaerea del Regno d'Italia facente parte della linea difensiva approntata contro l'esercito austro-ungarico. Il sito, di cui rimangono i resti delle fortificazioni, è oggi meta di escursionismo ed è inserito nel progetto di valorizzazione Rete Trentino Grande Guerra, in quanto parte fondamentale del paesaggio militare. Inoltre, data la ricchezza e la rarità di alcune specie faunistiche e floristiche, è classificato Zona speciale di conservazione (ZSC) e Zona di protezione speciale (ZPS), facente parte del Parco Naturale Locale Monte Baldo.

### Architetture civili

#### Casa del Vicario
La Casa del Vicario originariamente aveva la sua sede in uno dei palazzi della Contrada di Vigo, affacciata sul tratto che collega il castello alla pieve. L'edificio era costituito da due nuclei distinti ovvero la casa delle decime e la sede vicariale, mentre la Casa del Vicario venne costruita solo a partire dal Duecento. Successivamente, nel corso del tempo, questa struttura subisce diversi ampliamenti, come l'apertura di una "loggia di giustizia".
Il Vicario era il giudice civile e veniva eletto annualmente con il compito di presiedere il consiglio comunale con diritto di voto.
La struttura ospita un museo di storia locale di ridotte dimensioni, l’Antiquarium aviense, nel quali sono conservati reperti rinvenuti sul territorio comunale. Nello specifico, vi sono dei cippi militari romani che segnavano il cammino degli antichi viaggiatori e delle iscrizioni funerarie che databili attorno alla prima metà del I secolo d.C. All'interno di questo Antiquarium è inoltre possibile visionare le testimonianze di un insediamento di epoca romana nonché del passaggio della via Claudia Augusta Padana, una via di collegamento molto importante fra il cuore dell'Impero Romano e i suoi possedimenti nel Nord Europa.

#### Valle dei Molini
La Valle dei Molini è attraversata dal torrente Aviana, che storicamente ha alimentato numerosi mulini ad acqua i quali per molti secoli costituirono il motore economico principale di Avio. 
I mulini erano utilizzati per macinare grano e sommacco (in dialetto rosol), un arbusto dalle cui foglie viene ricavato il tannino usato per conciare le pelli, tingere stoffe e per usi medicinali. Vi erano anche installazioni di magli e folloni per la lavorazione dei tessuti.

## Società

### Evoluzione demografica
Abitanti censiti

### Etnie e minoranze straniere
Secondo i dati ISTAT al 31 dicembre 2015 la popolazione straniera residente era di 318 persone. Le nazionalità maggiormente rappresentate in base alla loro percentuale sul totale della popolazione residente erano:
- Romania 188 (4,55%)
- Marocco 20 (0,48%)

## Geografia antropica

### Frazioni
- Borghetto sull'Adige;
- Mama, divisa in Sopra e Sotto presso il confine con il Veneto;
- Masi di Avio, sul fiume Adige tra Borghetto e Vò;
- Vò, sul fiume Adige;
- Sabbionara, presso il fiume Adige, frazione più grande del comune;
- San Leonardo.

## Economia
Avio è zona di produzione di numerosi vini, tra i quali il Pinot Grigio, lo Chardonnay, il Marzemino e l'Enantio, quest'ultimo autoctono della zona. Avio è inserito nel consorzio TerraDeiForti. Inoltre hanno grossa rilevanza i settori dell'allevamento e della produzione di formaggi.

## Amministrazione
| Periodo          | Periodo          | Primo cittadino   | Partito                                  | Carica         | Note |
| ---------------- | ---------------- | ----------------- | ---------------------------------------- | -------------- | ---- |
| 9 luglio 1985    | 5 giugno 1990    | Ezio Tranquillini | Democrazia Cristiana                     | Sindaco        |      |
| 5 giugno 1990    | 5 giugno 1995    | Luciano Gilli     | Democrazia Cristiana                     | Sindaco        |      |
| 10 luglio 1995   | 29 maggio 2000   | Lino Bruno Pilati | PATT                                     | Sindaco        |      |
| 29 maggio 2000   | 25 gennaio 2002  | Lino Bruno Pilati | Lista civica                             | Sindaco        |      |
| 1º febbraio 2002 | 4 marzo 2002     | Mario Tomasi      |                                          | Comm. straord. |      |
| 4 marzo 2002     | 9 maggio 2005    | Mauro Amadori     | Lista civica                             | Sindaco        |      |
| 9 maggio 2005    | 2 marzo 2007     | Mauro Amadori     | Lista civica                             | Sindaco        |      |
| 9 marzo 2007     | 12 novembre 2007 | Enrico Negrioli   |                                          | Comm. straord. |      |
| 12 novembre 2007 | 17 maggio 2010   | Sandro Borghetti  | Alleanza Nazionale                       | Sindaco        |      |
| 17 maggio 2010   | 11 maggio 2015   | Sandro Borghetti  | Lista civica                             | Sindaco        |      |
| 11 maggio 2015   | 5 ottobre 2020   | Federico Secchi   | Lega Nord - Forza Italia - Liste civiche | Sindaco        |      |
| 5 ottobre 2020   | in carica        | Ivano Fracchetti  | Lega - Forza Italia - Liste civiche      | Sindaco        |      |

### Gemellaggi
- Cavriana, dal 10 dicembre 2017[25]

### Altre informazioni amministrative
La circoscrizione territoriale ha subito le seguenti modifiche: nel 1928 aggregazione di territori del soppresso comune di Borghetto.